# George Wilhelm Glimmann
George Wilhelm Glimmann, falsch auch Wilhelm Georg Gliemann (* 9. Dezember 1802 in Winsen (Luhe); † 20. Mai 1876 in Hann. Münden) war ein deutscher Finanzbeamter und Ornithologe.

## Leben
George Wilhelm Glimmann war Sohn des königlich Hannoverschen Zollverwalters Heinrich Glimmann. Nach dem Besuch der Klosterschule Ilfeld studierte er von 1823 bis 1826 Rechtswissenschaften an der Universität Göttingen und wurde dort Mitglied des Corps Hannovera Göttingen. 1827 wurde er Gehilfe bei der Steuerkasse in Bantorf und 1837 Steuerkontrolleur in Dannenberg (Elbe). 1850 war er Obersteuerinspekteur in Göttingen und wurde 1856 als Obersteuerinspekteur und Zollrat nach Münden versetzt.
Neben seinem Beruf war Glimmann als Ornithologe tätig und trug seit seiner Schulzeit eine bedeutende wissenschaftliche Sammlung ausgestopfter Greifvögel, Eulen und Hühnervögel aus der Fauna des heutigen Niedersachsens zusammen, die seine Witwe der ehemaligen Forstakademie Hann. Münden veräußerte. Bis zur Verlegung der Forstakademie nach Göttingen befand sich die Sammlung im Welfenschloss Münden. Aufgrund eines Schreibfehlers in dem Aufsatz von Hans Geyr von Schweppenburg in den Ornithologischen Monatsberichten des Jahres 1908 wurde diese Sammlung in der Literatur als Gliemannsche Vogelsammlung zeitweilig und bis heute teilweise noch falsch benannt. Die Sammlung mit ursprünglich über 300 Exponaten befindet sich heute in der Forstzoologischen Sammlung der Universität Göttingen.
Glimmann war außerordentliches Mitglied der Deutschen Ornithologen-Gesellschaft, die 1869 anlässlich ihrer Tagung in Kassel seine Sammlung in Münden in Augenschein nahm.

## Auszeichnungen
- Ernst-August-Orden
- Roter Adlerorden